# Alfonso von Orozco

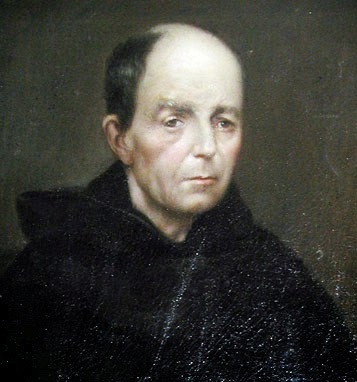
Alfonso von Orozco

Alfonso von Orozco (* 17. Oktober 1500 in Oropesa bei Toledo, Spanien; † 19. September 1591) war ein spanischer Augustiner und Priester. Er wird als Heiliger in der katholischen Kirche verehrt.

## Leben
Alfonso studierte in Talavera de la Reina und an der Universität von Salamanca. Unter der Führung von Thomas von Villanova schloss er sich im Jahr 1520 dem Augustinerorden an und empfing 1527 die Priesterweihe. Im Jahr 1538 wurde er Prior der Ordensniederlassung in Soria, danach leitete er noch die Niederlassungen von Medina del Campo, Sevilla und Granada. Im Jahr 1542 erschien ihm die Jungfrau Maria im Traum und befahl ihm zu schreiben. Er wirkte als begabter und beliebter Schriftsteller, Volksprediger, Lehrer und Seelenführer. Alfonso war außerdem in Gefängnissen und Krankenhäusern tätig. Besonders bekannt wurden seine mystischen Erfahrungen. 

## Kanonisation
Alfons wurde am 15. Januar 1882 von Papst Leo XIII. selig- und am 19. Mai 2002 von Papst Johannes Paul II. heiliggesprochen.